# 大子町立上岡小学校
大子町立上岡小学校（だいごちょうりつ うわおかしょうがっこう）は、かつて茨城県久慈郡大子町大字上岡にあった公立小学校。1879年4月20日に創立され、2001年3月31日に廃校となった。
校地は、国道461号線に面し、南には押川が東西に流れている。学校の廃止で役目を終えた木造旧校舎は地元有志が組織した「上岡小跡地保存の会」により維持管理され、地域住民の陶芸や絵画教室等に活用されているほか、テレビドラマ・映画などの撮影にも使用されており、建物3点が国の登録有形文化財に登録されている。窓ガラスは全部昔のガラスで、学校の備品もそのまま残されている。

## 沿革

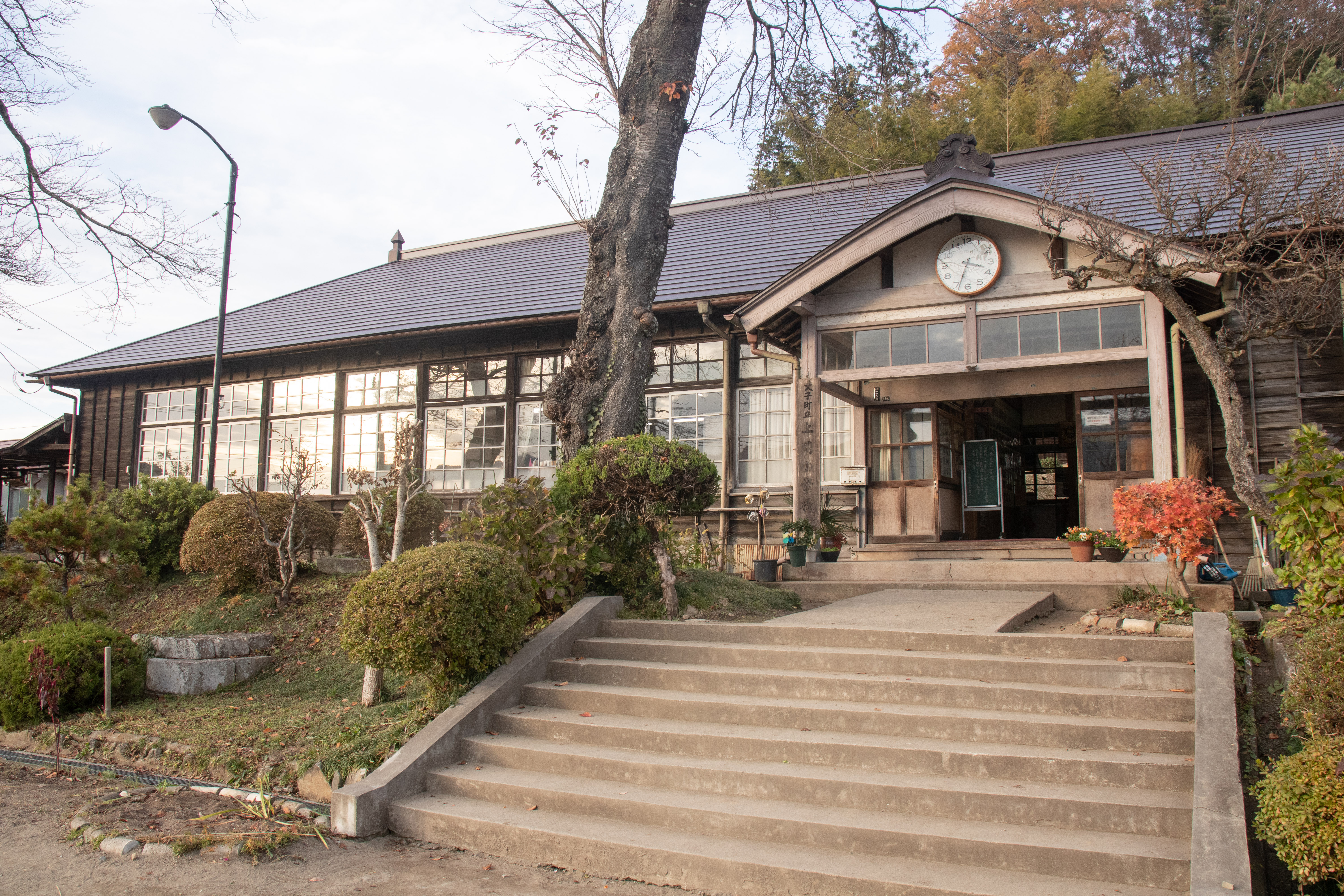
第一棟の玄関

- 1879年（明治12年） - 児童数51名で創立。
- 1889年（明治22年） - 大子尋常小学校上岡分教場となる。
- 1892年（明治25年） - 上岡尋常小学校として独立する。
- 1911年（明治44年） - 校地を現在地に移転。
- 1941年（昭和16年） - 上岡国民学校となる。
- 1947年（昭和22年） - 上岡小学校となる。
- 1960年（昭和35年） - 児童数278名[2]。
- 2001年（平成13年） - 閉校。

## 全体規模
旧上岡小学校は木造平屋建て校舎3棟、その他付帯設備からなる。
- 校地面積 7.341m2
- 建物延面積 958m2

## 登録有形文化財
旧上岡小学校の建物群は一部が改装されているものの、規模は建築当初のまま維持されてきており、2014年（平成26年）12月19日に、以下の建物3点が国の登録有形文化財に登録された。建物はいずれも鉄板葺の木造平屋で、1895年（明治28年）発行の『学校建築図説明及設計大要』に示された内容によく従った構成となっている。
- 旧上岡小学校第一棟[3]

1910年竣工、1926年・1968年改修。建築面積は373m2。
- 旧上岡小学校第二棟[4]

1937年竣工、1963年改修。建築面積は326m2。
- 旧上岡小学校第三棟[5]

1963年竣工。建築面積は236m2。

## 主な撮影実績

### 映画
- 俺は、君のためにこそ死ににいく
- おかあさんの木

### ドラマ
- さとうきび畑の唄
- 純情きらり
- おひさま
- 花子とアン
- 夢みる葡萄
- 僕たちの戦争
- ホームドラマ!
- ひめゆり隊と同じ戦火を生きた少女の記録 最後のナイチンゲール
- この世界の片隅に
- あんぱん[6]

### ミュージックビデオ
- ガガガSP「卒業」
- 天野月子「翡翠」
- 田﨑あさひ「サクラ時計」
- チャラン・ポ・ランタン「71億ピースのパズルゲーム」
- さくら学院「仰げば尊し 〜from さくら学院 2014〜」
- 福山芳樹「マグノリア」
- SUPER BEAVER「青い春 ～10th Anniversary ver.～」
- TRUE「サウンドスケープ」
- 乃木坂46「4番目の光」
- 東京ゲゲゲイ「ゲゲゲイの鬼太郎」
- UVERworld「7日目の決意」

### アニメ・同人
- 東方白昼夢（東方Project二次創作）
- ガールズ&パンツァー 劇場版

## 見学
- 見学可能日 土・日・祝日（校舎内見学可）[7]
- 見学時間 9:00〜16:00
- 見学料 無料

## アクセス
- 常磐自動車道那珂ICより60分
- JR東日本水郡線の常陸大子駅より徒歩33分